# KH-12
KH-12 (キーホール12、Key Hole 12) は、アメリカ国家偵察局 (National Reconnaissance Office; NRO) が運用中の、アメリカ合衆国の軍事画像偵察衛星 (いわゆるスパイ衛星) のキーホールシリーズに属すると考えられる、衛星のシリーズである

。
この衛星はキーホールシリーズに属することが公表されている KH-11 (Crystal) の後継機であり、ロッキード・マーティン社によって製造された。地上目標の分解能は恐らく数 cm に達すると考えられる (詳細後述)。

## 名称
KH-12という名称はアマチュア観測者達などが便宜的につけた通称の一つであり、NROがKH-8、KH-9、およびKH-11と続いた連番の公開名称の後で、衛星をランダム付番原則(例えば NROL-20。NROL は NRO Launch の意) で命名することを決定したため、公式の命名システムではKH-12という名称は存在しないことになっている
。
ただし、同じアメリカ合衆国政府機関であるアメリカ航空宇宙局 (NASA) のNSSDC衛星データベースでは、USA-86(1992-083A)、USA-116(1995-066A)、USA-129(1996-072A)の3基について、それぞれ KH-12-1、KH-12-2、KH-12-3 の名称を用いている例もある 。
多数の民間軍事アナリストは、KH-12はほとんどの点でKH-11に追加的な改良を施したものであると考えており、軍事アナリストあるいアマチュア観測者の中には、これをKH-11の派生型に分類してKH-11ブロックIIIあるいはブロックIVと呼ぶ者もいる。また、「発展型ケンナン」 (Advanced KENNAN)、あるいはコードネームにより「アイコン」 (Ikon)、または「改良型クリスタル」 (Improved Crystal) などの名称で呼ばれる場合もある。
2013年8月30日にワシントン・ポスト紙は、エドワード・スノーデンがリークした資料の中に含まれていた米国政府の諜報プログラムの2013会計年度予算の米国議会への予算説明書 (National Intelligence Program - FY 2013 Congressional Budget Justification) から、今まで謎に包まれていた米国の諜報活動に関する新たな事実が判明したと報じた
。
この資料の中には複数のスパイ衛星の名称が記述されており、下表の第3世代衛星、USA-224(KH-12-6)、USA-245(KH-12-7)に該当する衛星の正式名称は EIS (Enhanced Imagery System) であるらしいことが判明した。シリーズのこの2基以外の衛星も EIS と呼ばれているかは不明である。
この後継機として2012会計年度から EECS (Evolved Enhanced CRYSTAL System) の整備が始まることも明らかになっているが
、下表の第4世代衛星、USA-290(KH-12-7、2019年1月19日打上げ)が、EECSの初号機ではないかとの意見がある

このリーク資料の一部はCryptomeで閲覧可能である
。

## 打上記録
発射場は全てヴァンデンバーグ空軍基地 (Vandenberg AFB ； カリフォルニア州サンタバーバラ郡）である。
衛星の世代分けは説明の便宜上、打上げ時期、打上げロケットを基準にして区別を行ったものであり、アマチュア観測者などの間でコンセンサスの得られているものではない。
| 名称(通称)   | USA番号 NROL番号 | COSPAR ID SATCAT No. | 打上げ日 (活動停止時期)         | 近点高度 遠点高度 軌道傾斜角 | 軌道面      |
| 第1世代衛星  | 第1世代衛星      | 第1世代衛星          | 第1世代衛星                     | 第1世代衛星                  | 第1世代衛星 |
| ------------ | ---------------- | -------------------- | ------------------------------- | ---------------------------- | ----------- |
| KH-12-1      | USA-86 N/A       | 1992-083A 22251      | 1992年11月28日 (2000年6月5日)   | 408km 931km 97.7°            | East        |
| KH-12-2      | USA-116 N/A      | 1995-066A 23728      | 1995年12月5日 (2008年11月19日)  | 405km 834km 97.7°            | East        |
| KH-12-3      | USA-129 NROL-2   | 1996-072A 24680      | 1996年12月20日 (2014年4月24日 ) | 292km 894km 97.7°            | West        |
| 第2世代衛星  |                  |                      |                                 |                              |             |
| KH-12-4      | USA-161 NROL-14  | 2001-044A 26934      | 2001年10月5日 (2014年末)        | 309km 965km 97.9°            | East        |
| KH-12-5      | USA-186 NROL-20  | 2005-042A 28888      | 2005年10月19日 (運用中)         | 256km 1006km 97.9°           | West        |
| 第3世代衛星  |                  |                      |                                 |                              |             |
| KH-12-6      | USA-224 NROL-49  | 2011-002A 37348      | 2011年1月20日 (運用中)          | 290km 985km 97.9°            | East        |
| KH-12-7      | USA-245 NROL-65  | 2013-043A 39232      | 2013年8月28日 (運用中)          | 260km 1007km 97.9°           | West        |
| KH-12-9?     | USA-314 NROL-82  | 2021-032A 48247      | 2021年4月26日 (運用中)          | 528km 775km 98.1°            | East        |
| 第4世代衛星  |                  |                      |                                 |                              |             |
| KH-12-8?     | USA-290 NROL-71  | 2019-004A 43941      | 2019年1月19日 (運用中)          | 391km 418km 73.6°            |             |
| KH-12-11?    | USA-338 NROL-91  | 2022-117A 53883      | 2022年9月24日 (運用中)          | 373.5km 423.2km 73.6°        |             |
| 世代不明衛星 |                  |                      |                                 |                              |             |
| KH-12-10?    | USA-326 NROL-87  | 2022-009A 51445      | 2022年2月2日 (運用中)           | 498km 524km 97.4°            |             |

(2022年6月現在)

## 沿革

### 第1世代衛星
1992年11月から1996年12月にかけて、NRO所属の機密衛星KH-12-1(USA-86、1992年11月28日打上げ)、KH-12-2(USA-116、1995年12月5日打上げ)、KH-12-3(USA-129、1996年12月20日打上げ)の3基(第1世代衛星)がヴァンデンバーグ空軍基地からタイタンIVロケットを用いて打上げられた。各々の衛星の価格は10億米ドル以上であり、打ち上げ費用は4億米ドルに近いと見積もられている。
第1世代衛星のKH-12の打上げ質量は、打上げに用いられたタイタンIVロケットの能力から推定して、最大で 21680kgに達すると考えられている。KH-11 と同様に KH-12 は光を捕捉するのに大型の主鏡を持つカセグレン光学システムを使用し、恐らく全体の大きさと形状はハッブル宇宙望遠鏡 (HST) に非常に似ているであろうと考えられている。
これらはKH-11同様にデジタル・イメージング技術を用いており、前身の設計にシギント（信号諜報）機能と、おそらく赤外線までに至る、より広いスペクトル範囲に渡る光学的検知能力を付加したものであると考えられている。主鏡の直径は 2.9 から 3.1 m と考えられており
（ によれば 直径 4.0 m）、これは直径 2.3 m と考えられている KH-11 の主鏡や、直径 2.4 m のハッブル宇宙望遠鏡の主鏡よりもやや大きい。
ジェーン・ディフェンス・ウィークリー誌はカセグレン光学システムの副鏡は大幅に可動であり、これが衛星では通常は不可能なアングルでの撮像を可能にしていると示唆している。
また、同誌には衛星は5秒ごとに1枚の映像を撮像可能であるとの示唆もある。
データは通信衛星の中継ネットワークを通じて地上へ送信されるが、SDS (Satellite Data System)、MILSTAR、またはTDRS (Tracking and Data Relay Satellite System) といったいくつかの異なる中継衛星の組が利用可能であり、衛星が利用しているのはこの何れでもあり得る。
どれを使っているかについては、ニュースソースにより意見が異なる
。

### 第2世代衛星
第1世代衛星の3基の打上げの後で、1999年にアメリカ政府は、より新しい光学画像偵察衛星とレーダー・イメージング衛星の開発計画である将来画像アーキテクチャー（Future Imagery Architecture、FIA）プログラムを米ボーイング社連合を主契約者として開始した。
FIAプログラムの成果を待たずに、おそらく第1世代衛星の3基の改良型と思われる、NRO所属の機密衛星KH-12-4(USA-161、2001年10月5日打上げ)とKH-12-5(USA-186、2005年10月19日打上げ)の2基(第2世代衛星)がヴァンデンバーグ空軍基地からタイタンIVBロケットを用いて打上げられた。
タイタンIVロケットとタイタンIVBロケットの打上げ能力は同じであるから、第1世代衛星と第2世代衛星は同じ質量と考えられ、性能も同等であろうと思われる。

### 第3世代衛星

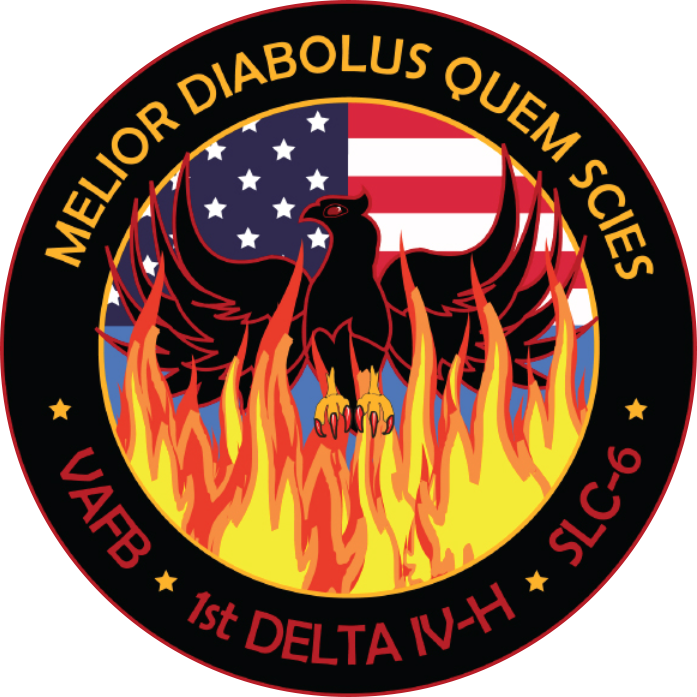
USA-224 (NROL-49) のミッションパッチ

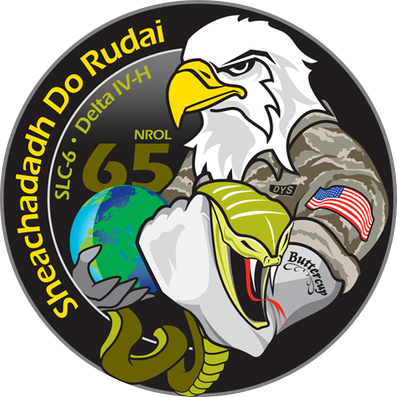
USA-245 (NROL-65) のミッションパッチ

2005年に至って、FIAプログラムのうち、光学画像偵察衛星の開発プログラムについては、開発遅延と予算超過を理由に、アメリカ政府によって完全に終了が宣言された(レーダー・イメージング衛星については無事に開発が完了し、その成果であるTopaz衛星を現在配備中である)。
これに伴って、アメリカの光学画像偵察衛星プログラムの維持のために、アメリカ政府は前5基と同様のKH-12型の衛星システム2基をロッキード・マーティン社に追加で発注した。この決定に対する批判者は、これらの「超高性能」衛星は最新型のニミッツ級空母であるジョージ・H・W・ブッシュ (CVN-77、その調達費用の見積もりは2005年5月において63.5億米ドルに達していた)よりさらに高額になるとの懸念を表明した

。
これら2基の衛星(第3世代衛星)の最初のものがNRO所属の機密衛星USA-224 、2基目がUSA-245であり、それぞれ2011年1月20日と、2013年8月28日に、ヴァンデンバーグ空軍基地からデルタ IV Heavy ロケットを用いて打上げられている。これらはロッキード・マーティン社が、当初の見積もりより20億ドル安く、さらに計画よりも2年早く完成させたものである
。
第3世代衛星は、第2世代衛星の製造から8年から10年後に製造されていることから、電子技術の進歩を取り込んで、ある程度改良が行われていることが予測されるが、設計が大幅に変更されているとは考えにくい(根本的な変更を目指したのがFIAであったが、それが完全に挫折したことから、設計の大幅な変更というリスクを犯したとは考えにくい)。
第3世代衛星の打上げ質量は、打上げに用いられたデルタ IV Heavyロケットの能力から推定して、最大で28790kgに達すると考えられており、第1世代衛星および第2世代衛星より7トン程度重い可能性がある。この質量の余裕は恐らく機器類の増強ではなく、マニューバー用燃料の増加に充てられている可能性が高いと思われる。
なお、前述のように、この2基の衛星はエドワード・スノーデンが2013年8月30日に暴露した資料によれば、米国議会の予算書上の正式名称はEIS (Enhanced Imagery System) である可能性が高くなっている

。

#### イラン・サフィール・ロケット(ナヒード1号衛星)打上げ失敗の撮影

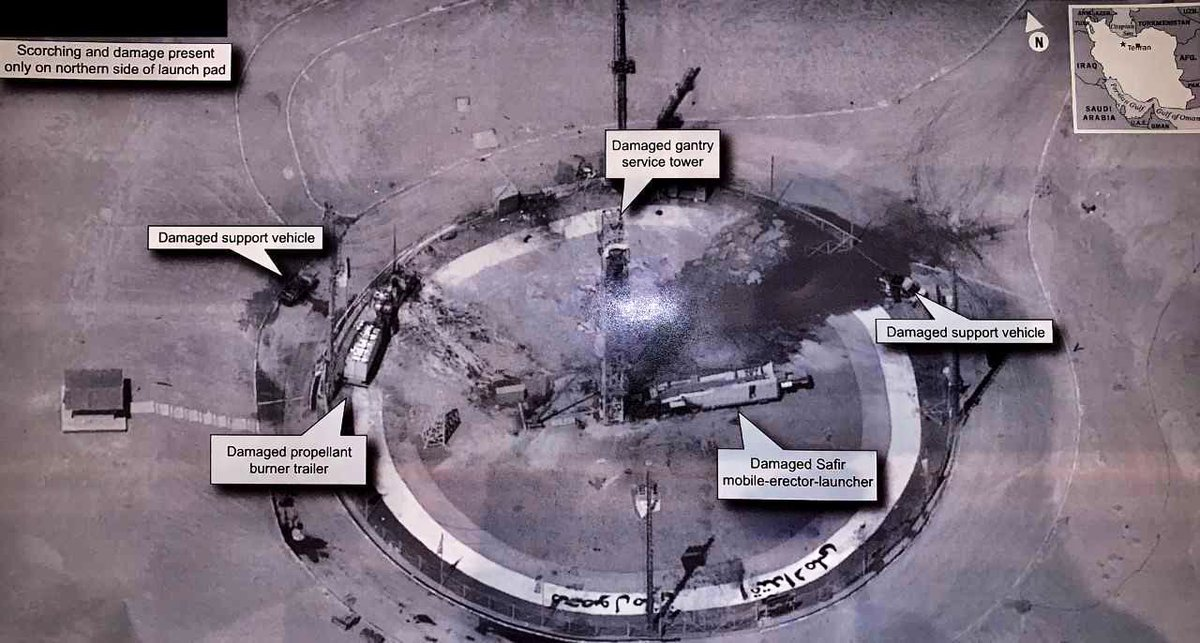
トランプ大統領 がツイートした、USA-224で撮影されたと考えられている、イランのロケット打上げ事故の映像

2019年8月30日に、トランプ大統領は、諜報ブリーフィングで入手したイランのセムナーン衛星発射センターにおけるサフィール・ロケットの打上げ準備で発生したと考えられている事故の惨状を撮影した写真をツイートした

。
軍事アナリスト達は、この写真はUSA-224により撮影されたもののようであると述べている。

。

#### ロシア・コスモス2542号、2543号による USA-245 への異常接近と追尾
2020年2月10日に、アメリカ宇宙軍司令官のジョン・ウイリアム・レイモンド大将は、タイム誌の取材に対して、次のように語った。
ロシアが昨年11月26日に打上げた衛星であるコスモス2542号が、12月初旬に軌道上で第2の衛星、コスモス2543号を放出した。この衛星のペアが、1月中旬頃から USA-245 に接近した状態で追尾を続けるという異常で当惑させるような状態が現在でも続いている。約160km(100マイル)まで接近することも何度かあった。—ジョン・ウイリアム・レイモンド、TIME
タイム誌によれば、この事実は、アマチュア観測者のミカエル・トンプソン(Michael Thompson)により、1月31日にツイッター上で最初に指摘された。

#### 第4世代衛星打ち上げ後の新規の第3世代衛星打ち上げ

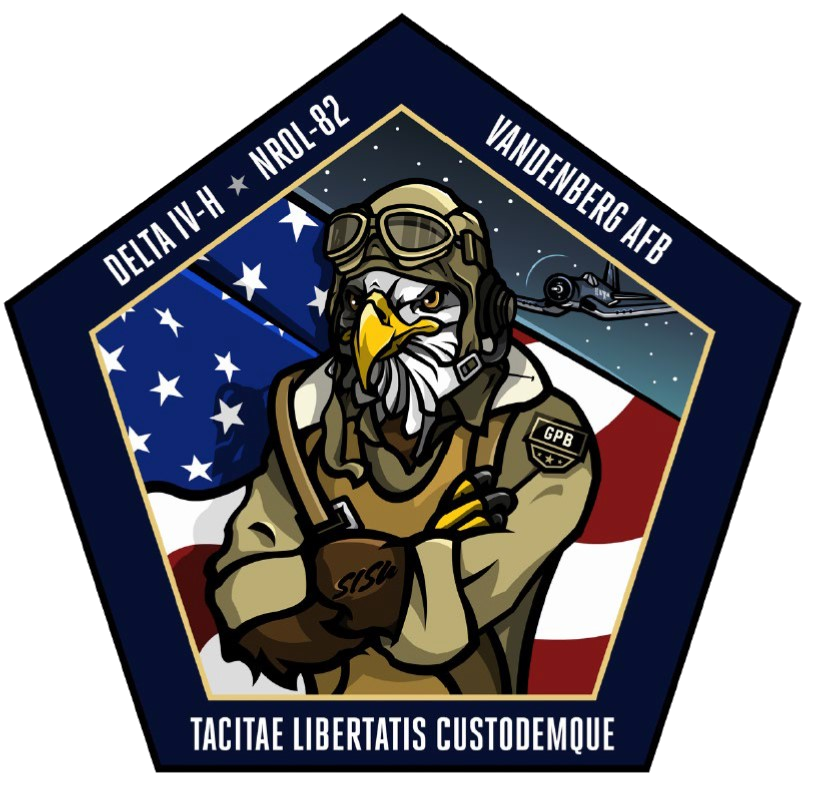
USA-314 (NROL-82) のミッションパッチ

2021年4月26日 20:47:00 UTC に、NRO所属の機密衛星 USA-314 (NROL-82)が、デルタ IV Heavy ロケットを用いてヴァンデンバーグ空軍基地から打上げられ、アマチュア観測者たちの観測により、軌道傾斜角約 98.1度、近地点高度約528km、遠地点高度約755 km の太陽同期軌道に入ったことが明らかにされた。
アマチュア観測者たちは、太陽同期軌道に入っていることと軌道高度から考えて、光学画像偵察衛星であることは間違いなく、デルタ IV Heavy ロケットを用いていることから、KH-12第3世代に属するEIS衛星またはその発展型ではないかと考えている
。
また、あるアマチュア観測者は、2021年4月末における USA-314 の軌道面は、高度はやや異なるが、USA-224 (NROL-49、KH-12-6)の軌道面(東側軌道面)と良く一致しており、今までの経験から考えて、打上げから数週間のチェック期間を経て、USA-314 が USA-224 の軌道面を引き継ぎ、USA-224 は別の軌道面(第2東側軌道面)に移るものと予測している。

#### ロシア・コスモス2576衛星によるUSA-314への干渉
2024年5月20日、米国のRobert Wood国連代理大使は国連安全保障理事会で「Cosmos 2576はおそらく宇宙兵器であり、おそらくLEOにある他の衛星を攻撃できるもの」と発言した。同大使によれば、ロシアは2019年と2022年にも対宇宙システムを搭載した衛星を打ち上げたとしている。この衛星は2024年5月16日に打上げられたが、USA-314とパラメーターの一部が重なる軌道上にあることが研究者やアマチュア観測者から指摘されている。なお、米国・ハーバード・スミソニアン天体物理学センター(CfA)所属のアマチュア衛星観測者であるジョナサン・マクドウェルは2024年5月23日に「実際には、コスモス2576はUSA-314と同じ軌道面に入っているが、同一の軌道ではない」
とツイートしている。

### 第4世代衛星

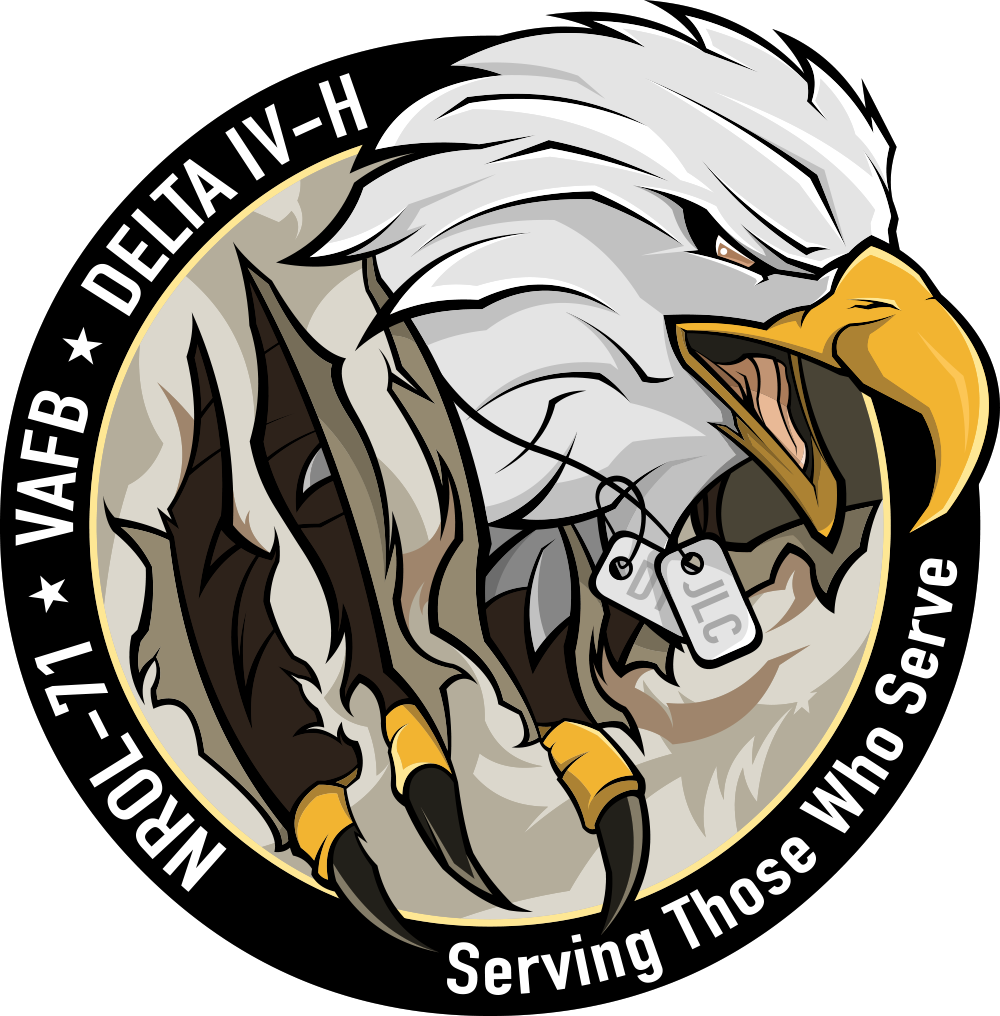
USA-290 (NROL-71) のミッションパッチ

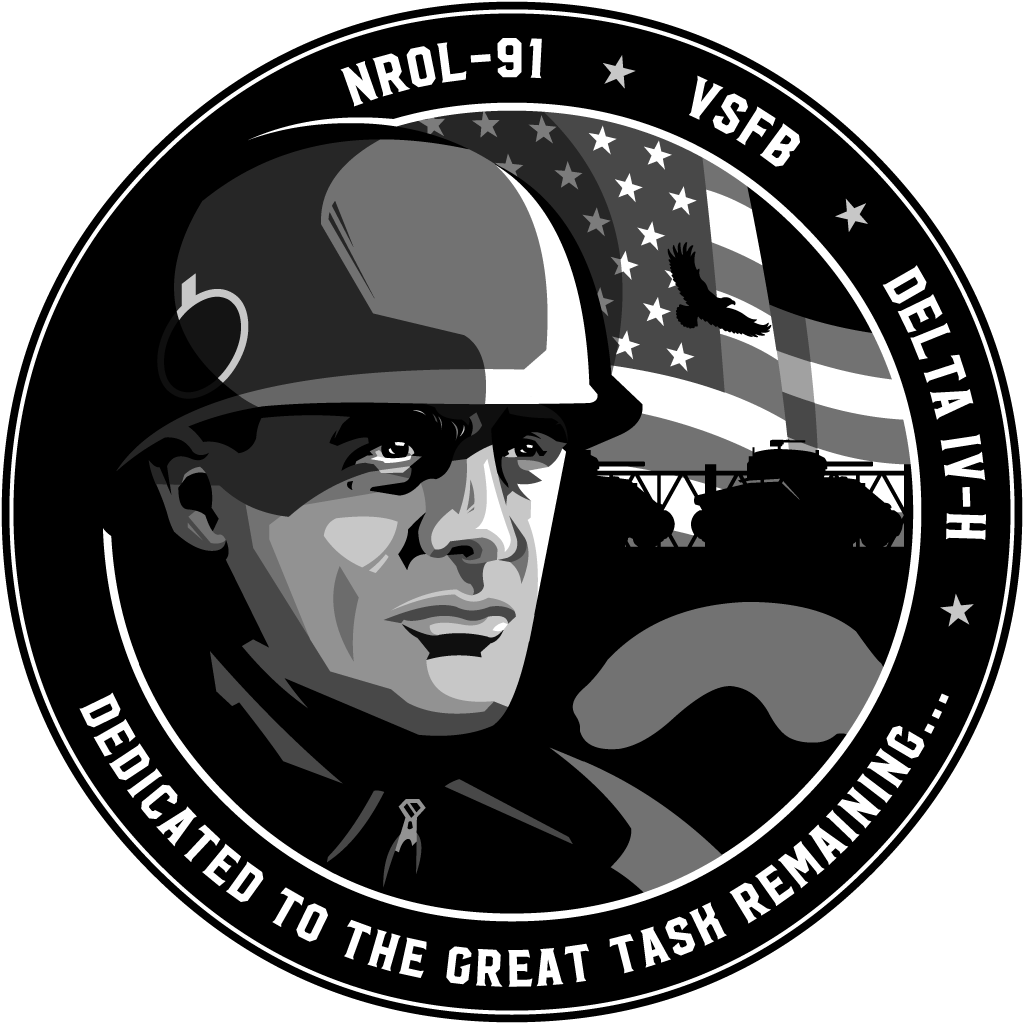
USA-338 (NROL-91) のミッションパッチ

2019年1月19日に、NRO所属の機密衛星USA-290(NROL-71)が、デルタ IV Heavy ロケットを用いてヴァンデンバーグ空軍基地から打上げられているが、打上げ前からこの衛星はエドワード・スノーデンの暴露資料にある、EECS (Evolved Enhanced CRYSTAL System) の初号機ではないかとの意見があった。
しかし打上げられた衛星の軌道は、アマチュア観測者などの予測に反して、今までのKH-12衛星のように太陽同期軌道(軌道傾斜角約97.9度、近地点高度約260km、遠地点高度約1000km)ではなく、打上げから数日後の観測では、近地点高度約265km、遠地点高度約455km、軌道傾斜角約73.6度という光学画像偵察衛星としては類例の無いものであった

。
太陽同期軌道の場合、衛星は燃料を消費することなく、近地点は地球の昼側の半球に維持されるので、長期間にわたって軌道上で運用される、可視光または近赤外線を用いる光学画像偵察衛星は、
近地点付近で太陽光により撮影を行うために例外なく太陽同期軌道を取っている。USA-290のように太陽同期軌道でない場合は、近地点は地球の夜側の半球に入り込む場合もあることになる。
2021年11月21日現在のアマチュア観測者のTLEレポートでは、軌道傾斜角は引き続き約73.6度であるが、近地点高度と遠地点高度はそれぞれ約403kmおよび約411kmとほとんど差がなくなっており、そもそも近地点付近での撮影にこだわる必要はない状態となっている
。
もし、USA-290が光学画像偵察衛星であるなら、従来の光学偵察衛星では達成できなかった、次のような特長の何れかまたは全部を持っており、軌道上の任意の地点で、必ずしも太陽光に依存しない撮影を行うことが可能になっていると考えないかぎり、このような軌道を取る理由を説明するのは難しいであろう。
- 撮影地点が地球の夜側の半球にある場合でも、月明かり程度の微光で撮影可能である。
- 同上の場合において、常温の物体が放射する遠赤外線(波長4μm以上)での撮影が可能である。
- 従来の衛星よりも高い分解能(解像度)を持っており、従来よりも高い高度での撮影でも従来と同程度の分解能が得られる。

これらの機能を実現するための共通の課題は、主鏡のさらなる大口径化である。USA-290は従来のKH-12のようなハッブル宇宙望遠鏡に近い形状ではなく、ジェイムズ・ウェッブ宇宙望遠鏡(主鏡の直径は6.5m。鏡筒は無く、主鏡はむき出しの状態)のような形状となっている可能性がある。
上表ではUSA-290をKH-12の第4世代衛星として分類したが、この予測が事実であるなら、USA-290はもはや全く別の光学画像偵察衛星シリーズの初号機と考えるべきであろう。なお、USA-290が光学画像偵察衛星ではなく、部外者には全く思いつかない種類の軍事衛星である可能性も残っている(ただし、この可能性はごく少ないと考えられる)。
2022年9月24日に、NRO所属の機密衛星USA-338(NROL-91)が、デルタ IV Heavy ロケットを用いてヴァンデンバーグ宇宙軍基地(VSFB)から打上げられているが、この衛星はUSA-290と酷似した軌道パラメーターを持っており、第4世代衛星の2機目である可能性が高い。

### 世代不明衛星

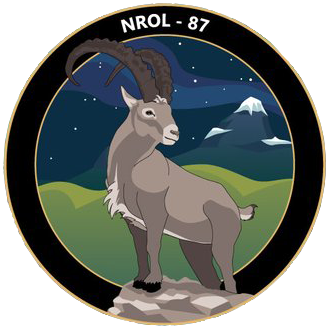
USA-326 (NROL-87) のミッションパッチ

2022年2月2日に、ヴァンデンバーグ宇宙軍基地からスペースX社 Falcon 9 Block 5 ロケットを用いて、機密衛星 USA-326 (NRO所属、NROL-87) が打ち上げられ、近地点高度 498 km、遠地点高度 524 km、軌道傾斜角 97.4°の太陽同期軌道(SSO)に投入されたことがアマチュア観測者などの観測で確認された。Falcon 9 を用いた NRO所属の機密衛星の打上げはこれが最初であった。Falcon 9 Block 5 の低軌道(LEO)へのペイロード打上げ能力は最大16.25トンであるので(第1段ロケット着陸回収の場合)、単独衛星の USA-326 はこの程度の質量を持つことになるが、この質量はデルタ IV Heavy ロケットを用いて打上げられている第3世代衛星または第4世代衛星の推定質量28.79トンの56%に過ぎず、KH-12シリーズに属するにしては非常に軽量な衛星である。太陽同期軌道に入っているので、光学偵察衛星、またはこれと密接に関連した衛星であることは間違いないが、KH-11、KH-12シリーズとは異なる光学偵察衛星の初号機ではないかとのアマチュア観測者などの意見がある。

#### USA-326からの正体不明の物体の放出
米国・ハーバード・スミソニアン天体物理学センター(CfA)所属のアマチュア衛星観測者であるジョナサン・マクドウェルは2022年7月29日に次のようにツイートしている。

「USA-326から正体不明の物体(NORAD No. 53315)が放出された。デブリかサブ・サテライトかは現在のところ不明」

#### ロシア・コスモス2558衛星によるUSA-326への異常接近と追尾
ロシアは2022年8月1日20:25UTC に、プレセツク宇宙基地 (Plesetsk Cosmodrome) からソユーズ2.1vロケットを用いて軍事衛星コスモス2558 (Kosmos 2558, COSPAR ID: 2022-089A) を打ち上げたが、この打ち上げタイミングは、同時刻に同宇宙基地上空を通過中であったUSA-326を精密に追尾するように選ばれたものであり、軌道到達後はコスモス2558はUSA-326と非常に接近した位置を維持しながら追尾を続けていることがアマチュア観測者などの観測により明らかになった

。
2022年8月上旬現在、コスモス2558はUSA-326より高度が約60km低い軌道を飛行しており、2022年8月4日14:47UTCに75kmの最接近位置となった。

## 衛星の運用
前述のように、KH-11、KH-12などのように、長期間にわたって軌道上で運用される、可視光または近赤外線を用いる光学画像偵察衛星は、燃料を消費することなく、近地点が地球の昼側の半球に維持される太陽同期軌道を取り、近地点の周辺で太陽光を利用して、地表の目標物の撮影を行う。
この場合、当然、近地点高度が低いほうが地表の目標物の分解能は良くなる。一方、低高度においては極くわずかではあるが大気の抵抗を受け、位置エネルギーが減衰するので高度が低下してくる。そのまま何もしなければ、高度が下がれば下がるほど大気の抵抗が大きくなるため、かなり短時間で大気圏に落ち込むことになる。もし、低軌道で長時間活動するのであれば、定期的にスラストをかけて高度を高くする必要があり、これを「リブースト」 (reboost) と呼ぶ。例えば高度約 350km 程度の低軌道を周回する国際宇宙ステーション (ISS) も定期的にリブーストを実施している (詳細は、国際宇宙ステーション#高度制御を参照)。高度が高いほど空気抵抗は小さくなるので、高度約 560km を周回するハッブル宇宙望遠鏡では、リブーストは3年に一回程度で十分になる。
リブーストのために燃料を消費するが、画像偵察衛星の活動可能期間は燃料の残量で決まると考えてよいほど燃料は貴重であるので 、燃料節約のため、平時は近地点の高度が約 250km 以上の軌道を周回し、何らかの非常事態が発生した場合は近地点の高度を約 150km 程度まで低下させ、目標の撮影に適した軌道に移るという運用を行うのが一般的である。
この作戦用の軌道変更を「マニューバー」(maneuver)と呼ぶ。前節でも触れたが KH-11 および KH-12 の大きさと形状はハッブル宇宙望遠鏡に非常に似ており、異なる点は、前者がマニューバー用の大量の燃料とスラスターを搭載していることであろうと考えられている。また、KH-11 に対して KH-12 は質量がかなり増加しているが、この大部分はマニューバー用の燃料のものと考えられている。
KH-12は、スペースシャトルにより燃料補給を受ける設計となっていたと考えられているが、これが実際に実行されているか、あるいは別の代替手段 (例えば無人宇宙機) により燃料補給が為されているかは不明である。

## 地上目標の分解能についての状況証拠
地上目標に対する分解能 (地表分解能) は高度な軍事機密であり、当然公式には明らかにされていないし、軍事アナリストの間でも、30cm以下であることでは意見の一致が見られるが 具体的な数値では意見は分かれている。宇宙開発関係者の間では 5cm という意見も頻繁に聞かれるが、今のところ信頼できるニュースソースによるとは言いがたい。しかし、前節で触れたとおり、KH-12 はハッブル宇宙望遠鏡に非常に似ているという点から考えると、この 5cm という値があながち誇張ではない（むしろそれを上回る可能性がある）という状況証拠がある。
次の3つの表は、
- 表1 – 地表目標物の大きさと観測距離と視角 (角距離)の関係
- 表2 – ハッブル宇宙望遠鏡の観測機器の角度分解能
- 表3 – 回折限界による反射望遠鏡の角度分解能の理論的限界値 （この値をθとすると、主鏡直径 d と観測波長 λ の間には sinθ = 1.22λ/d の関係がある – エアリーディスク 参照）

を整理したものである。各表とも視角と角度分解能の単位は秒角 （1°の 1/3600 = 4.848μrad (マイクロラジアン)）に統一してある。
| 表1 地表目標物、観測距離と視角(秒角)の関係 | 表1 地表目標物、観測距離と視角(秒角)の関係 | 表1 地表目標物、観測距離と視角(秒角)の関係 | 表1 地表目標物、観測距離と視角(秒角)の関係 | 表1 地表目標物、観測距離と視角(秒角)の関係 | 表1 地表目標物、観測距離と視角(秒角)の関係 | 表1 地表目標物、観測距離と視角(秒角)の関係 |
| 地表目標物 (cm)                            | 観測距離 (km)                              | 観測距離 (km)                              | 観測距離 (km)                              | 観測距離 (km)                              | 観測距離 (km)                              | 観測距離 (km)                              |
| 地表目標物 (cm)                            | 150                                        | 210                                        | 300                                        | 400                                        | 500                                        | 600                                        |
| ------------------------------------------ | ------------------------------------------ | ------------------------------------------ | ------------------------------------------ | ------------------------------------------ | ------------------------------------------ | ------------------------------------------ |
| 2.0                                        | 0.0275                                     | 0.0196                                     | 0.0138                                     | 0.0103                                     | 0.0083                                     | 0.0069                                     |
| 2.5                                        | 0.0344                                     | 0.0246                                     | 0.0172                                     | 0.0129                                     | 0.0103                                     | 0.0086                                     |
| 3.5                                        | 0.0481                                     | 0.0344                                     | 0.0241                                     | 0.0180                                     | 0.0144                                     | 0.0120                                     |
| 4.0                                        | 0.0550                                     | 0.0393                                     | 0.0275                                     | 0.0206                                     | 0.0165                                     | 0.0138                                     |
| 4.6                                        | 0.0633                                     | 0.0452                                     | 0.0316                                     | 0.0237                                     | 0.0190                                     | 0.0158                                     |
| 5.5                                        | 0.0756                                     | 0.0540                                     | 0.0378                                     | 0.0284                                     | 0.0227                                     | 0.0189                                     |
| 6.6                                        | 0.0908                                     | 0.0648                                     | 0.0454                                     | 0.0340                                     | 0.0272                                     | 0.0227                                     |
| 8.0                                        | 0.1100                                     | 0.0786                                     | 0.0550                                     | 0.0413                                     | 0.0330                                     | 0.0275                                     |

| 表2 ハッブル宇宙望遠鏡の観測機器の角度分解能 | 表2 ハッブル宇宙望遠鏡の観測機器の角度分解能 | 表2 ハッブル宇宙望遠鏡の観測機器の角度分解能 | 表2 ハッブル宇宙望遠鏡の観測機器の角度分解能 |
| 機器                                         | 分解能 (秒角)                                | 備考                                         |                                              |
| HST ACS (The Advanced Camera for Surveys)    | HST ACS (The Advanced Camera for Surveys)    | HST ACS (The Advanced Camera for Surveys)    | HST ACS (The Advanced Camera for Surveys)    |
| -------------------------------------------- | -------------------------------------------- | -------------------------------------------- | -------------------------------------------- |
| Wide Field Channel                           | 0.0500                                       | 視野 202x202秒角、波長370〜1100 nm           |                                              |
| High Resolution Channel                      | 0.0270                                       | 視野 26x29秒角、波長200〜1100 nm             |                                              |
| Solar Blind Channel                          | 0.0320                                       | 視野 31x35秒角、波長115〜170 nm              |                                              |
| HST WFPC2                                    |                                              |                                              |                                              |
| Wide Field Camera                            | 0.1000                                       | 視野 150x150秒角 L字型、波長115〜1050 nm     |                                              |
| Planetary Camera (PC)                        | 0.0460                                       | 視野 34x34秒角                               |                                              |
| HST 旧装置 (撤去済)                          |                                              |                                              |                                              |
| Faint Object Camera                          | 0.0140                                       | 視野 14x14秒角、波長115〜650 nm              |                                              |

| 表3 反射望遠鏡の角度分解能の理論的限界値（秒角） （主鏡直径と観測波長の関係） | 表3 反射望遠鏡の角度分解能の理論的限界値（秒角） （主鏡直径と観測波長の関係） | 表3 反射望遠鏡の角度分解能の理論的限界値（秒角） （主鏡直径と観測波長の関係） | 表3 反射望遠鏡の角度分解能の理論的限界値（秒角） （主鏡直径と観測波長の関係） | 表3 反射望遠鏡の角度分解能の理論的限界値（秒角） （主鏡直径と観測波長の関係） |
| 波長 (μm)                                                                     | 色                                                                            | 主鏡直径 (m)                                                                  | 主鏡直径 (m)                                                                  | 主鏡直径 (m)                                                                  |
| 波長 (μm)                                                                     | 色                                                                            | 2.0                                                                           | 2.4                                                                           | 3.0                                                                           |
| ----------------------------------------------------------------------------- | ----------------------------------------------------------------------------- | ----------------------------------------------------------------------------- | ----------------------------------------------------------------------------- | ----------------------------------------------------------------------------- |
| 0.20                                                                          | 紫外                                                                          | 0.0252                                                                        | 0.0210                                                                        | 0.0168                                                                        |
| 0.26                                                                          | 紫外                                                                          | 0.0327                                                                        | 0.0273                                                                        | 0.0218                                                                        |
| 0.33                                                                          | 紫外                                                                          | 0.0415                                                                        | 0.0346                                                                        | 0.0277                                                                        |
| 0.40                                                                          | 紫                                                                            | 0.0503                                                                        | 0.0419                                                                        | 0.0336                                                                        |
| 0.47                                                                          | 青                                                                            | 0.0591                                                                        | 0.0493                                                                        | 0.0394                                                                        |
| 0.58                                                                          | 黄                                                                            | 0.0730                                                                        | 0.0608                                                                        | 0.0487                                                                        |
| 0.63                                                                          | 赤                                                                            | 0.0793                                                                        | 0.0661                                                                        | 0.0528                                                                        |
| 0.75                                                                          | 近赤外                                                                        | 0.0944                                                                        | 0.0786                                                                        | 0.0629                                                                        |
| 1.10                                                                          | 近赤外                                                                        | 0.1384                                                                        | 0.1153                                                                        | 0.0923                                                                        |

表2にあるHST観測機器の掃天観測用高性能カメラ (ACS) は、2002年2月に Faint Object Camera の代替として取付けられたもので、現在の HST の主力観測機器である。特に ACS の High Resolution Channel （機器障害のため現在使用不可）の角度分解能は 0.0270秒角に達し (この値はイメージセンサーの１ピクセルの幾何学的サイズであり、光学系としてこの角度分解能が常に達成可能という意味ではない)、150km の距離から 2.0cm の大きさの物体を、210km の距離から 2.8cm の大きさの物体を見分けられることが分かる（210km とは高度 150km で 45°斜め下の物体を見た場合を想定した距離である）。ただし、表3からこの分解能が可能であるのは波長約 0.26μm より短い光 (紫外線領域) の場合であることが分かる。これらの短い波長の光はオゾン層で吸収されやすいため偵察衛星で実用的に利用可能かは不明である。
実用的には 0.40μm よりも長い波長の光が適していると考えられるが、回折限界のために波長が長くなるほど角度分解能は悪くなる。KH-12の主鏡の直径を 3.0m と仮定した場合、波長 0.40μm における角度分解能は表3から 0.0336秒角であり、表1から高度 150km から真下を見た場合の地表分解能は約 2.5cm、高度 150km から 45°斜め下を見た場合は約 3.5cm となる。後者の場合、人物の容貌または車両のナンバーがかろうじて判読できる可能性がある。
なお、大気の乱れにより光の経路が乱されて発生するシーイングと呼ばれる現象により画像がぼやける可能性があるが、これは非常に短時間の露光による多数のイメージをコンピューターで合成してSN比を高めるスペックル・イメージング技術により、ほぼ100%解決可能である。また、補償光学を用いた主鏡鏡面の制御技術により、カセグレン光学システムの分解能をほぼ回折限界まで引き出すことが可能となっている。

## 参考資料
- John Pike (September 9, 2000). KH-12 Improved Crystal. Federation of American Scientists. Accessed April 23, 2004.
- John Pike (August 22, 1998).  KH-12 product. Federation of American Scientists. Accessed April 23, 2004.